# PRP–3
A PRP–3 Val (oroszul: ПРП–3 Вал, подвижный разведывательный пункт, magyar átírásban: podvizsnij rozvedivatyelnij punkt, magyarul: mozgó felderítő pont) szovjet tüzérségi felderítő harcjármű, melyet a rakétatüzérség számára fejlesztettek ki az 1960-as években a földi és alacsonyan repülő légi célok felderítésére, valamint célmegjelölésre. 1970-ben rendszeresítették. A BMP–1 gyalogsági harcjárművön alapul. GRAU-kódja: 1ZS3. Továbbfejlesztett változata az PRP–4.

## Története
A harcjármű fejlesztése 1963-ban kezdődött a Cseljabinszki Traktorgyár (CSTZ) tervezőirodájában. A Szovjetunió Minisztertanácsa 1965. július 15-én adott utasítást a harcjármű kifejlesztésére. A projektet Pavel Iszakov irányította. A felderítő jármű a BMP–1 gyalogsági harcjárművön alapul, kihasználva annak jó mozgékonyságát és terepjáró képességét. 1970-ben rendszeresítették a Szovjet Hadseregben, de csak 1972-ben kezdődött el a sorozatgyártása a Rubcovszki Gépgyárban (napjainkban az Uralvagonzavod rubcovszki üzeme).
Az 1980-as évek közepétől továbbfejlesztett változata, a PRP–4 váltotta fel. A Szovjetunió felbomlása előtti időszakban, 1991-ben még 64 darab állt szolgálatban a Szovjet Hadseregben.

## Jellemzői
A BMP–1-en alapul, így a főbb műszaki jellemzői és a jármű páncélvédettsége azzal megegyezőek. A BMP–1-nél is alkalmazott motort, erőátvitelt és futóművet kapta. Úszóképes jármű, vízen 7 km/h maximális sebesség elérésére képes. A BMP–1-nél használt fő fegyverzetet, a 73 mm-es ágyút elhagyták, a jármű tornyában csak egy 7,62 mm-es PKT géppuska található, amely ezer darabos lőszer-javadalmazással rendelkezik. A járművet a BMP–1 felderítő és parancsnoki változatánál is alkalmazott nagyobb méretű toronnyal látták el. A torony mögött, jobb oldalon a páncéltest tetején egy 2P130-1 rakétaindító berendezés található, amelyből 9M41 típusú világító reaktív lövedék indítható (ebből 20 db tárolható a járműben). Ez a célterület éjszakai megvilágítására szolgál. A reaktív lövedék maximális lőtávolsága 1,3 km. A 2P130-1 rakétaindító cső menethelyzetben keresztben, behajtott állapotban helyezkedik el.
A felderítő járművet a feladatköréhez kapcsolódó berendezésekkel szerelték fel. Alapvető eszköze az 1RL126 felderítő rádiólokátor, amely mozgó földfelszíni célok és alacsonyan repülő légi járművek felderítésére alkalmas. A radarberendezés antennája torony tetején, annak hátsó részén, a búvónyílások mögött helyezkedik el. Az antenna menetben behajtható. Az 1RL126 radarberendezés a nagyobb járműveket (harckocsikat, páncélozott szállító harcjárműveket), valamint a nagyobb kaliberű tüzérségi lövedékek robbanását (a robbanáskor keletkező repeszfelhőt) 5 km-ig képes érzékelni.
Felszerelték a járművet továbbá egy 1D6M típusú lézeres periszkópos tüzérségi távmérővel, egy 1PN29 típusú kombinált (nappali és éjszakai) figyelőműszerrel, 1AP79 típusú sztereoszkopikus célzótávcsővel, valamint egy DSZ–1 sztereoszkopikus távmérővel.  A navigációhoz KP–4 típusú útirány-felrakóval, 1G25–1 giroszkopikus iránytűvel és 1G13M giroszkopikus útirányjelzővel rendelkezik.
A kommunikációhoz egy R–108 és egy R–123M rádióállomással szerelték fel. A belső kommunikációt a beépített R–124 belső beszélő berendezés biztosítja. 